# Alparea, Bihor
Alparea (în maghiară Váradalpár) este un sat în comuna Oșorhei din județul Bihor, Crișana, România.